# Egyiptom elnökeinek listája
Egyiptom 1953. június 18-a óta prezidenciális köztársaság. Ekkor történt, hogy a Szabad Tisztek Mozgalma lemondatta II. Fuád királyt. Egyiptomban a köztársaság államforma bevezetése óta hét elnök volt hivatalban:
|    | Név                      | Hivatalba lépés ideje | Hivatal elhagyásának ideje | Párt                                                   | Megjegyzés |
| 1. | Mohammed Nagíb           | 1953. június 18.      | 1954. november 14.         | Szabad Tisztek Mozgalma                                | Egyiptom első elnöke                                                                                          |
| 2. | Gamal Abden-Nasszer      | 1954. november 14.    | 1970. szeptember 28.       | Szabad Tisztek Mozgalma, később Arab Szocialista Unió  | megválasztva 1956. június 23-án                                                                               |
| 3. | Anvar Szadat             | 1970. október 15.     | 1981. október 6.           | Arab Szocialista Unió, 1978-tól Nemzeti Demokrata Párt | Nasszer idején alelnök, ilyen minőségben vette át Egyiptom vezetését                                          |
| —  | Szúfi Abu Táleb          | 1981. október 6.      | 1981. október 14.          | pártonkívüli                                           | az országgyűlés elnöke, ideiglenes elnök Szadat meggyilkolásától Mubárak megválasztásáig                      |
| 4. | Hoszni Mubárak           | 1981. október 14.     | 2011. február 11.          | Nemzeti Demokrata Párt                                 | Szadat alelnöke volt, öt ciklust töltött ki.                                                                  |
| 5. | Muhammad Morszi          | 2012. június 30.      | 2013. július 3.            | Szabadság és Igazság Párt                              | az ország első demokratikusan választott elnöke, széles körű tüntetéseket követően katonai puccs buktatta meg |
| —  | Adli Manszúr             | 2013. július 4.       | 2014. június 8.            | pártonkívüli                                           | ideiglenes elnök, a Legfelsőbb Alkotmánybíróság elnöke                                                        |
| 6. | Abd el-Fattáh esz-Szíszi | 2014. június 8.       |                            | pártonkívüli                                           | a Morszi elleni katonai puccsot irányító hadsereg egykori vezetője                                            |